# Кордулегастер італійський
Кордулегастер італійський (Cordulegaster trinacriae) — вид бабок родини кордулегастрових (Cordulegastridae).

## Поширення
Ендемік Італії. Поширений в південній частині країни від Абруццо до Сицилії. Його природні місця проживання — вологі ліси, узбережжя річок та прісноводних джерел.

## Охорона
Cordulegaster trinacriae охороняється в Європі і занесений до Додатку ІІ Бернської конвенції (охоронна категорія: вид підлягає особливій охороні).